# Крюинг
«Крюинг» или «круинг» (от англ. crew — «команда», «экипаж») — осуществление деятельности по набору моряков на морские (реже речные) суда.
Иногда слово крюинг применяется как обозначение компании, которая занимается наймом.
Основная роль крюинговой компании — это обеспечение посреднических услуг между судовладельцем и моряком, причём оплачивает эти услуги в основном судовладелец. Иногда крюинговые компании берут комиссию с моряков за трудоустройство.
Круюнговая компания на месте проверяет моряка на профессиональную пригодность, его документы на легитимность.
Крюинговая компания несёт материальную ответственность перед судовладельцем.